# Dieffenbach-lès-Wœrth
 Dieffenbach-lès-Wœrth  là một xã thuộc tỉnh Bas-Rhin trong vùng Grand Est đông bắc Pháp.